# クリスタル・ピアノ

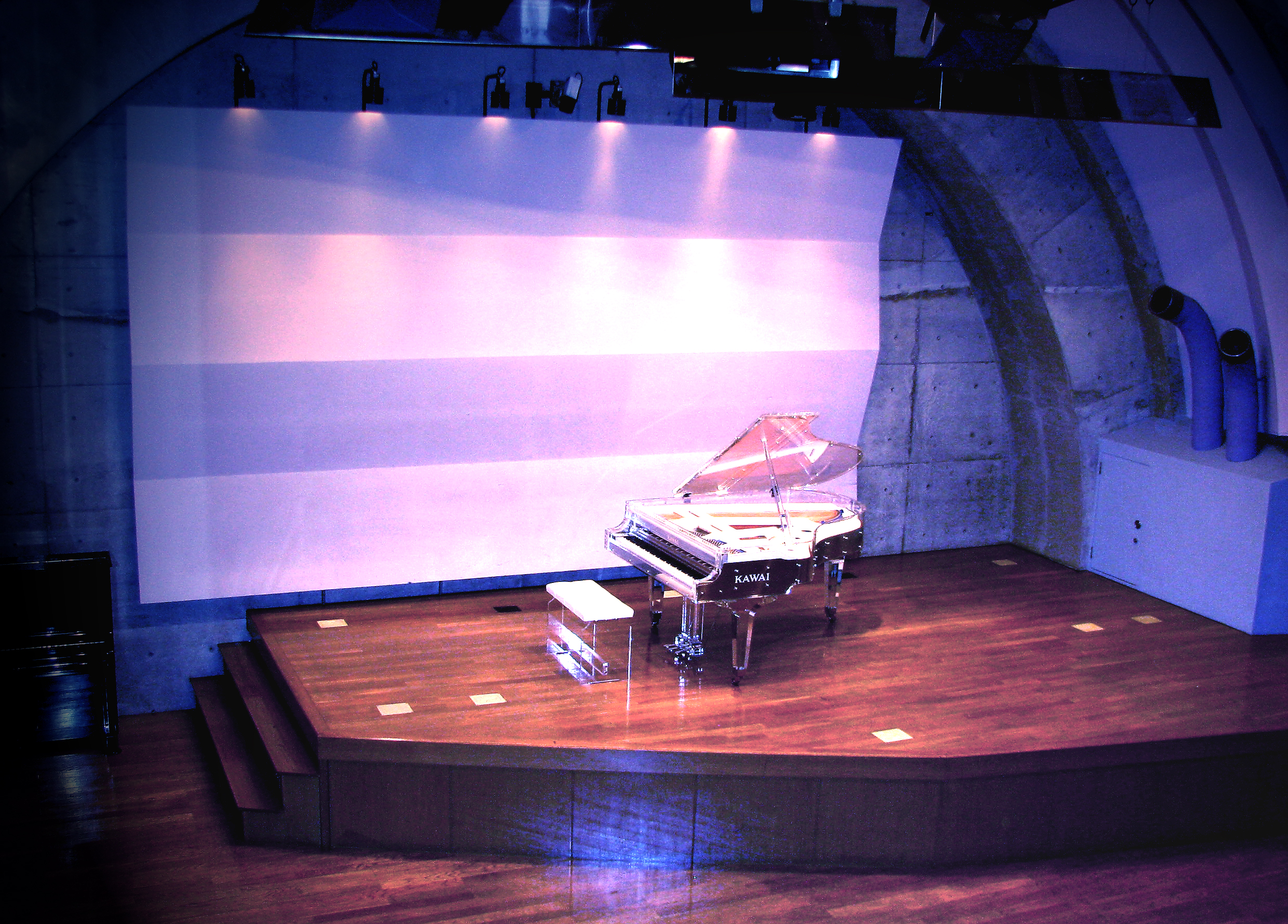
音楽ホールとしては異例にも実際に演奏できる貴重な「仙川アヴェニュー・ホール（旧 桐朋学園別館ホール）」の舞台 （東京都 調布市）

クリスタル・ピアノとは、透明なグランド・ピアノの総称。本体外枠や脚、鍵盤蓋、大屋根、椅子など、外から見える大部分が透明アクリル樹脂によってできている。ホテルのロビーへの展示や、ライブコンサートでの使用など、主に多くの人の目に触れる場所に多く納入されている。

## 歴史
1950年代初頭、ドイツの老舗ピアノメーカーであるシンメル社が世界初のGlasflügel（Glas=ガラス、Flügel=翼型ピアノすなわちグランド・ピアノのこと）を発表した。その後、1971年に日本の河合楽器製作所もCR-40AとCR-30の2モデルの受注生産を開始した。CR-40Aは1991年からYOSHIKI（X JAPAN）がコンサートなどで使用していることもあり、広く一般にもその存在が知られるようになった。現在、クリスタル・ピアノを一般販売しているのはシンメル社と河合楽器製作所の2社である。

## 特徴
本来、木製の部分がアクリル樹脂でできていることから、通常のグランド・ピアノと異なる特徴がいくつか挙げられる。
- 重量：同サイズのグランド・ピアノに比べ、総重量は約100kg分重い。そのため、本体の移動だけでなく、大屋根の開閉についても通常のものより労を要する。
- 構造：透明で中身が見えるため、通常は金色である鉄製フレームは白く塗られているなど、内部の構造も見せることを前提に設計されている。
- 音質：本来木製である枠の共鳴がアクリル樹脂では異なるため、幾分か音はフラットである。しかし、ラウンジなど音の反響の多い設置場所や、小ホールなど容積の小さい設置場所、マイクを使うコンサート、大音量による演奏を必要としていない使途などにおいては影響が小さい。

## 主なユーザ
- YOSHIKI（X JAPAN） - 1991年からCR-40Aを使用
- 八木沼悟志（fripSide） - 2017年からCR-30を使用